# Ingelheimer Garten

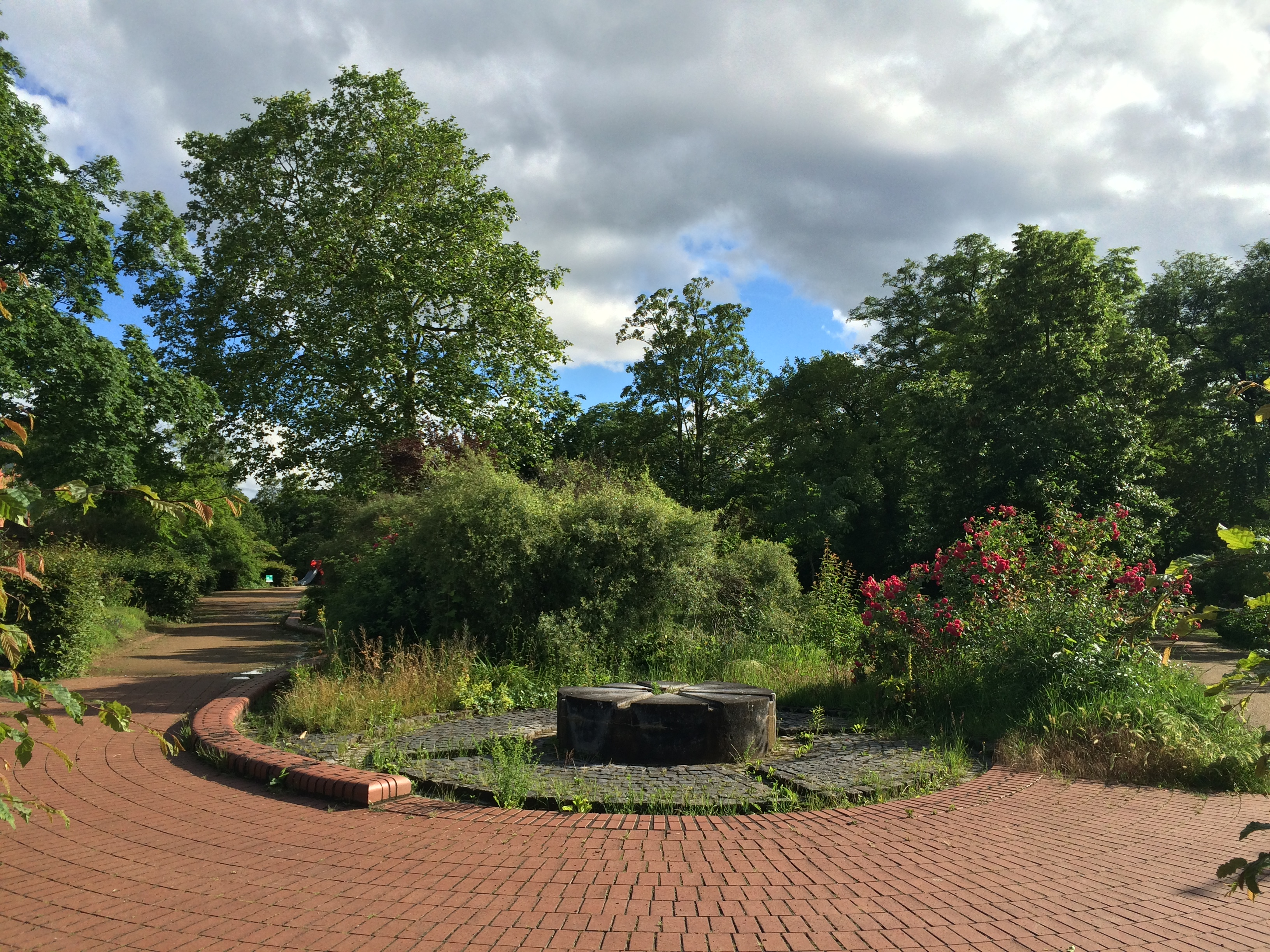
Ingelheimer Garten - Darmstadt

Der Ingelheimer Garten ist eine kleine Grünanlage in Darmstadt.
Die Grünanlage mit einem dreieckigen Grundriss wurde nach der Stadt Ingelheim am Rhein benannt.

## Geschichte
Der Ingelheimer Garten war einst der Garten des heute nicht mehr existierenden, im Jahr 1902 erbauten ehemaligen Offizierskasinos der Darmstädter Kavallerieregimenter.
Zusammen mit der gegenüberliegenden ehemaligen Artilleriekaserne gehörten die Kasernen zu den ersten Militärbauten, die um 1900 – als das Militär verstärkt an den Stadtrand verlegt wurde – hier errichtet wurden.
Nach einer vorübergehenden Nutzung als Abstellgelände, wurde der rund 0,5 Hektar (= 5.000 m²) große Park in den Jahren 1989 und 1990 wiederhergestellt.
Der Ingelheimer Garten wurde am 5. Juli 1990 der Öffentlichkeit übergeben. Gestaltet wurde die Grünanlage von dem Frankfurter Büro Götte und Partner.

## Sonstiges
In der Nordostecke der Grünanlage befindet sich ein spiralförmiger Brunnen mit einem künstlichen Bachlauf.
Inmitten eines runden, meterhohen steinernen Blocks sprudelt eine künstliche Quelle, sie ergießt ihr Wasser in einen von der Mitte strahlenförmig nach außen gerichteten Kranz rechteckiger Rinnen, durch die das Wasser nach außen und über den Rand des Brunnenblocks in eine breite ringförmige Rinne hinabfließt. Von dort gelangt es dann durch ein Rinnenkreuz in einen äußeren Rinnenring und fließt endlich weiter als gebogener Wasserlauf neben dem Weg zum Kinderspielplatz in den Hintergrund des Gartens. Die Brunnenanlage ist eine Darstellung eines Flusslaufs von der Quelle über viele Verzweigungen bis zur Mündung.
In der Südostecke befindet sich ein Kinderspielplatz.

## Denkmalschutz
Die Einfriedigung des Ingelheimer Gartens stammt vom Garten des 1902 errichteten und bei einem Luftangriff im Jahre 1944 zerstörten ehemaligen Offizierskasinos der Trainkaserne.
Die Pfosten der gelben Klinkermauer sind mit mächtigen Sandsteinhauben bekrönt und werden durch geschmiedete Eisentore und Zaungitter gerahmt.